# Oshawa (circonscription fédérale)
Pour les articles homonymes, voir Oshawa.
Circonscription électorale fédérale du Canada
Oshawa (précédemment connue sous le nom de Oshawa–Whitby) est une circonscription électorale fédérale et provinciale en Ontario (Canada).

## Circonscription fédérale
La circonscription de la banlieue est de Toronto sur le bord du lac Ontario est constituée de la partie sud de la ville d'Oshawa.
Les circonscriptions limitrophes sont Durham et Whitby (auparavant Whitby—Oshawa).

### Historique
La circonscription d'Oshawa a été créée en 1966 d'une partie de la circonscription d'Ontario. Renommée Oshawa—Whitby en 1967, elle fut abolie en 1976 et redistribuée dans la nouvelle circonscription d'Oshawa. Des parties de Durham et d'Ontario.
| Législature                    | Années                         | Député                         | Député                         | Parti                          |
| Oshawa—Whitby issue de Ontario | Oshawa—Whitby issue de Ontario | Oshawa—Whitby issue de Ontario | Oshawa—Whitby issue de Ontario | Oshawa—Whitby issue de Ontario |
| ------------------------------ | ------------------------------ | ------------------------------ | ------------------------------ | ------------------------------ |
| 28e                            | 1968–1972                      |                                | Ed Broadbent                   | NPD                            |
| 29e                            | 1972–1974                      |                                | Ed Broadbent                   | NPD                            |
| 29e                            | 1974–1979                      |                                | Ed Broadbent                   | NPD                            |
| Oshawa                         |                                |                                |                                |                                |
| 31e                            | 1979–1980                      |                                | Ed Broadbent                   | NPD                            |
| 32e                            | 1980–1984                      |                                | Ed Broadbent                   | NPD                            |
| 33e                            | 1984–1988                      |                                | Ed Broadbent                   | NPD                            |
| 34e                            | 1988–1990                      |                                | Ed Broadbent                   | NPD                            |
| 34e                            | 1990–1993                      | Michael Breaugh                |                                | NPD                            |
| 35e                            | 1993–1997                      |                                | Ivan Grose                     | Libéral                        |
| 36e                            | 1997–2000                      |                                | Ivan Grose                     | Libéral                        |
| 37e                            | 2000–2004                      |                                | Ivan Grose                     | Libéral                        |
| 38e                            | 2004–2006                      |                                | Colin Carrie                   | Conservateur                   |
| 39e                            | 2006–2008                      |                                | Colin Carrie                   | Conservateur                   |
| 40e                            | 2008–2011                      |                                | Colin Carrie                   | Conservateur                   |
| 41e                            | 2011–2015                      |                                | Colin Carrie                   | Conservateur                   |
| 42e                            | 2015–2019                      |                                | Colin Carrie                   | Conservateur                   |
| 43e                            | 2019–2021                      |                                | Colin Carrie                   | Conservateur                   |
| 44e                            | 2021–2025                      |                                | Colin Carrie                   | Conservateur                   |

## Circonscription provinciale
Depuis les élections provinciales ontariennes du 4 octobre 2007, l'ensemble des circonscriptions provinciales et des circonscriptions fédérales sont identiques.